# SFRS5
SFRS5‏ (Serine/arginine-rich-splicing factor 5) هوَ بروتين يُشَفر بواسطة جين SFRS5 في الإنسان.